# Pazhanji
Pazhanji es una ciudad censal situada en el distrito de Thrissur en el estado de Kerala (India). Su población es de 14067 habitantes (2011). Se encuentra a 28 km de Thrissur y a 78 km de Kozhikode.

## Demografía
Según el censo de 2011 la población de Pazhanji era de 14067 habitantes, de los cuales 6646 eran hombres y 7421 eran mujeres. Pazhanji tiene una tasa media de alfabetización del 96,34%, superior a la media estatal del 94%: la alfabetización masculina es del 97,40%, y la alfabetización femenina del 95,42%.